# Хереразаври
Хереразаврите (Herrerasaurus) са род гущеротазови динозаври от семейство Хереразаврови (Herrerasauridae). Този род е на едни от най-ранните динозаври от изкопаеми останки. Името му означава „гущерът на Херера“, на името на откривателя на първия екземпляр през 1958 г. в Южна Америка.
Всички известни вкаменелости на това месоядно животно са открити в северозападна Аржентина и датират от преди 231,4 млн. години от късния триасов период. Типовият вид хереразавър (H. ischigualastensis) е описан от Освалдо Рейг през 1963 г. и е единственият вид в рода.

## Описание
Хереразавърът е бил двуног хищник с дълга опашка и относително малка глава. Възрастните са имали черепи с дължина до 56 см и обща дължина до 6 метра, при тегло от 350 кг. По-малките екземпляри са били наполовина по-малки, с черепи само около 30 см.
Имал е силни задни крайници с къси бедра и доста дълги ходила, което показва, че вероятно е бил бърз бегач. Стъпалото е имало пет пръста, но само средните три са носели теглото му. Външните пръсти са били малки. Опашката, частично втвърдена от припокриващи се гръбначни издатини е балансирала тялото и също е спомагала за развиването на високи скорости. Предните крайници са били по-малко от половината от дължината на задните крайници. Горната част на ръката, както и предмишницата са били доста къси, докато пръстите са били удължени. Първите три пръста са завършвали с извити и остри нокти за хващане на плячката. Четвъртият и петият пръст са били малки и без нокти.
Хереразавърът е имал дълъг и тесен череп, на който са липсвали почти всички характеристики на по-късните динозаври. В него е имало пет чифта отвори, два от които са били за очите и ноздрите. Между очите и ноздрите е имало два отвора и двойка малки, дълги около 1 сантиметър прорези. Този динозавър е имал също така гъвкава долната челюст, която е можело да се плъзга напред-назад, за да осигури добра захващаща захапка. В задната част на долната челюст също е имало отвори. Челюстите са били снабдени с големи остри зъби за разкъсване на плът, а шията е била тънка и гъвкава.

## История
Хереразавърът е кръстен от палеонтолога Освалдо Рейг на името на Викторино Херера, андски селянин, който за пръв път забелязал вкаменелостите му в изкопите близо до град Сан Хуан, Аржентина през 1959 г. Първоначално се смятало, че останките, датиращи към късния триасов период, са принадлежали на животински тип от времето преди динозаврите. Едва през 1992 г. видът е бил класифициран при тероподите, благодарение на по-специалното изучаване на плъзгащата се челюст.

## Палеобиология
Въпреки че хереразаврите са споделяли формата на тялото на големите месоядни динозаври, те са живяли по времето, когато динозаврите са били малки и незначителни. Това е било време, в което влечугите са били доминиращи на планетата и това е била основната повратна точка в екологията на Земята.
Зъбите му показват, че това е хищник, а размерът – че е преследвал малки и средноголеми растителноядни животни, но също така и други динозаври, като пизанозаври, ринхозаври и синапсиди. Самият хереразавър може да е бил жертва на гигантски динозаври от групата Rauisuchia (в един от черепите са открити прободни рани от Saurosuchus).
Минералогичният и химичен анализ на откритата вкаменена тор, съдържаща малки кости, но без следи от растителни фрагменти, показва, че тези месоядни са могли да смилат костите.